# Spicilège (Montesquieu)
Le Spicilège est le titre d'un recueil de textes, articles, observations, repris, annoté et augmenté par Montesquieu.

## Genèse
Le mot latin Spicilegium, qui désigne l'action de glaner les épis, est utilisé au XVIIe siècle pour désigner des recueils de notes scientifiques ou philologiques. Au sens métaphorique, il sert à désigner un recueil de documents inédits. Il est imprimé au dos du manuscrit relié de Montesquieu comme titre de son ouvrage.
Le « Spicilège » de Montesquieu a deux sources.
Il est d'abord composé d'extraits d'un cahier qui lui a été prêté, vers 1713, par le père Pierre-Nicolas Desmolets, bibliothécaire de l'Oratoire et ami de Montesquieu. Le père Desmolets tient le document d'un oratorien anonyme qui l'a initialement constitué. Montesquieu le précise expressément au début du manuscrit. Le recueil initial est composé de 202 fragments de textes, d'articles, d'aphorismes, qui sont retranscrits par les soins de Montesquieu. Il ajoute pensées, observations, notes de lecture et réflexions de son cru. Les premiers numéros ne sont donc pas de Montesquieu, mais ont pu être annotés par lui. Ils sont composés d’extraits, de citations de livres et de journaux (Journal des savants, Mémoires de Trévoux) auxquels Montesquieu ajoute, à partir de la page 156 ses propres observations et citations.
Montesquieu entreprend ce travail autour de 1725, et ce jusqu'en 1750, date de la dernière mention. Ses sujets d'intérêt sont très divers : le commerce, la navigation, les finances publiques, la dette, la démographie, les questions médicales, pharmaceutiques et scientifiques. Il poursuit la collation des citations de presse (Gazette d'Amsterdam, Gazette de France, Craftsman et Cato's Letters). Il évoque ses lectures. Il rend compte de ses conversations avec le duc de Saint Simon auquel il rend visite, en 1734, à La Ferté.
L'ouvrage contient nombre d'esquisses et de « oui-dire » : Montesquieu note en effet ses conversations dans les salons et les transcrit, commençant ses rubriques par la formule : « J'ai ouïe dire à ... ».
Il témoigne des curiosités du membre actif de l'Académie royale des sciences, belles-lettres et arts de Bordeaux dont Montesquieu est membre depuis 1716. Il y reprend certaines de ses observations pour les intégrer dans ses autres œuvres et notamment dans l'Esprit des lois. Ainsi les observations sur les liens entre la famine et la révolution en Chine, développées dans le Spicilège, se retrouvent dans L'Esprit des lois,.
Pour Catherine Volpilhac-Auger, le Spicilège constitue, pour Montesquieu, à la différence du recueil de ses Pensées, un « réservoir documentaire [...] surtout tourné vers l'histoire ».

## Manuscrit

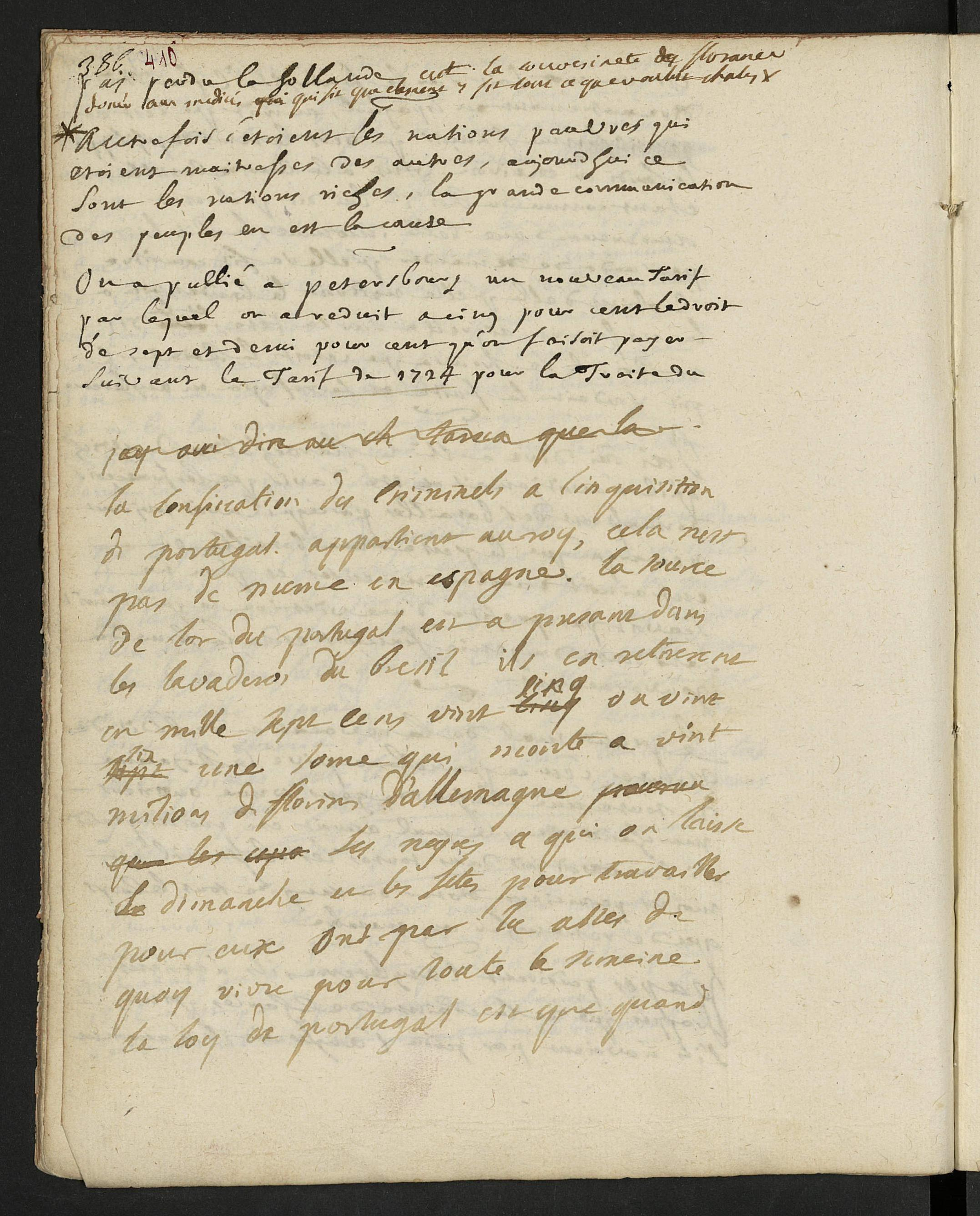
Écriture de Montesquieu, page 410.

Le manuscrit, relié en basane vers 1735, est acheté par la bibliothèque de Bordeaux lors d'une vente aux enchères en 1939. Il est conservé dans les fonds patrimoniaux de la bibliothèque Mériadeck sous la cote Ms 1867 et accessible en ligne sur la base Séléné.
L'ouvrage contient, au début et à la fin, une série de vingt pages blanches. Les pages 21 à 156 contiennent la compilation du recueil de Desmarets. Montesquieu le note à la page 156 : « Fin de ce recueil qui n'est pas de moi mais m'avoit été prêté et que j'avois fait copier ».
L'ouvrage contient environ 800 pages. Il n'est plus complété après août 1750. L'écriture de plusieurs secrétaires est identifiée par les spécialistes, ainsi que les annotations personnelles de Montesquieu, dont certaines en anglais : 121 pages (410 à 513) sont en effet écrites de sa main. Montesquieu n'a pas envisagé la publication du Spicilège, qu'il considérait comme un cahier d'exercices.

## Éditions
En 1944, André Masson publie pour la première fois le manuscrit sous le titre « Un carnet inédit. Le Spicilège » dans une édition soigneusement préfacée, qui ne reproduit pas la totalité du recueil Desmolets. Le même préfacier publie le même texte aux éditions Nagel en 1950 dans les Œuvres complètes de Montesquieu,.
En 1951, Roger Caillois publie, dans la collection de la Bibliothèque de la Pléiade, les « Œuvres complètes de Montesquieu » dans l'édition Masson, en supprimant tout le recueil Desmolets.
En 1991, une édition établie par Louis Desgraves où le texte du Spicilège est accompagné de celui des Pensées, complète le texte de l'édition Masson, en y ajoutant des notes et une longue préface sur Montesquieu.
La dernière édition, la plus complète, parue en 2002, est celle, éditée à la Voltaire Foundation, par Roland Minuti et annotée par Salvatore Rotta.
Les références numérotées au texte du Spicilège varient selon chaque édition. Celles du présent article renvoient à la pagination du manuscrit original.

## Postérité
À la fin du XVIIIe siècle, Pierre Bernadau intitule « Spicilège bordelais » la chronique de la vie de sa cité, dans laquelle il compile, dans un manuscrit de 45 volumes, divers écrits officiels ou privés, imprimés, gravés ou manuscrits, relatifs à l'histoire civile et littéraire de Bordeaux depuis le XVe siècle.